# بير تومسن
بير تومسن (بالنرويجية البوكمول: Per Thomsen)‏ هو محرر وصحفي نرويجي، ولد في 17 أغسطس 1905، وتوفي في 22 أكتوبر 1983.